# Пинту, Иву
Иву Даниел Феррейра Мендонса Пинту (порт. Ivo Daniel Ferreira Mendonça Pinto; род. 7 января 1990, Лороза) — португальский футболист, правый защитник нидерландского клуба «Фортуна» (Ситтард).

## Футбольная карьера
Родился в Лорозе. Пинту играл за три молодёжных клуба, включая 6 лет проведенных с «Боавиштой». В 2008 году он присоединился к «Порту», тут же он закончил молодёжную карьеру.
С «Драконами» Пинту в основе не играл, только в двух матчах сидел на замене, после он два года провел в аренде, в 3 клубах: «Жил Висенте», «Витория» (Сетубал) и «Спортинг» (Ковильян), со вторым клубом выступал в Суперлиге. Дебют в Суперлиге состоялся 13 декабря 2009 года, проведя 5 минут против «Порту», в гостях, проигрывая 0-2.
Летом 2011 года Иву перешёл в «Риу Аве», но, не сыграв ни одного матча, он на правах аренды перешёл в «Униан Лейрия», за него он выступал на чемпионате Португалии 2011/2012.
В следующем году Пинту начал зарубежную карьеру, перешёл в румынский ЧФР, выступающий в Лиге 1. С ЧФР он становился финалистом Кубка Румынии и Суперкубка Румынии. В 2013 году Иву переходит в хорватское «Динамо» (Загреб), выступающее в высшей лиге Хорватии. Контракт с «Динамо» заключён на 4 года и с выплатой ЧФРу 3 миллиона евро.
26 августа 2021 года перешёл на правах аренды в нидерландский клуб «Фортуна». 18 мая 2022 года заключил с клубом полноценный контракт до 2023 года.

## Достижения
ЧФР (Клуж-Напока)
- Финалист Кубка Румынии: 2012/13
- Финалист Суперкубка Румынии: 2012

«Динамо» (Загреб)
- Чемпион Хорватии: 2013/14, 2014/15, 2015/16, 2019/20
- Обладатель Кубка Хорватии: 2014/15, 2015/16